# Julija Nikolaevna Danzas
Juljia Nikolaevna Danzas (in russo Юлия Николаевна Данзас?) (Atene, 9 maggio 1879 – Roma, 13 aprile 1942) è stata una filosofa, teologa e storica russa appartenente alla comunità delle suore dominicane Chiesa greco-cattolica russa.

## Biografia
Figlia del primo segretario dell'ambasciata russa in Grecia Nikolaj Karlovič Danzas, dopo la morte del padre nel 1888 si trasferì con la madre nella tenuta di famiglia nell'oblast' di Charkiv e in seguito a San Pietroburgo, dove trascorse la propria infanzia e giovinezza. Dopo essersi diplomata al liceo nel 1895, Danzas si trasferì a Parigi per studiare filosofia e psicologia alla Sorbona. Durante il soggiorno in Francia, incontrò i maggiori storici del primo cristianesimo Adolf von Harnack e l'abate Louis Duchesne; più tardi la sua cerchia di conoscenti arrivò ad includere ecclesiastici ortodossi e settari.
Tornata in Russia, Danzas collaborò con il giornale Periferia della Russia (in russo Окраины России?, Okrainij Rossii) e nel 1906 scrisse il libro Richieste di pensieri (in russo Запросы мысли?, Zaposy myslj) con lo pseudonimo maschile di Jurij Nikolaev (Юрий Николаев), in cui si oppose fortemente alle idee socialiste contro il separatismo in Finlandia. Nel 1907, l'imperatrice Aleksandra Fëdorovna invitò Julia Danzas a lavorare nelle opere di beneficenza dell'imperatrice. Danzas accettò e venne nominata damigella d'onore dell'imperatrice. 
Nel 1909, durante un viaggio in Europa, fu ricevuta in udienza in Vaticano da Papa Pio X. Il suo primo saggio sulla storia dello gnosticismo russo nel I e II secolo Alla ricerca del Divino (in russo В поисках за Божеством?, V poiskakh za Bozhestvom) fu premiato dall'Accademia delle scienze nel 1913, suscitando l'interesse di Maksim Gor'kij: le tematiche affrontate da Danzas (in particolare, l'interesse per la setta dei Chlysty) e, forse, alcune delle caratteristiche del suo personaggio, si rifletteranno successivamente nel personaggio di Marina Zotova, nel romanzo La vita di Klim Samgin scritto nel 1925 da Gor'kij.
Allo scoppio della prima guerra mondiale nel 1914, l'imperatrice di Russia volle affidare a Danzas alcuni incarichi, ma ella rifiutò e si recò al fronte, dove inizialmente fu responsabile dei depositi della Società della Croce Rossa della 10ª Armata russa. Nel 1916 fu ammessa come volontaria nel 18º Reggimento dei Cosacchi di Orenburg, partecipando ai combattimenti. Le fu assegnata la Croce di San Giorgio.
Dopo la rivoluzione di febbraio del 1917, dovette tornare a Pietrogrado, ove nel frattempo la sua famiglia era caduta in rovina. Il Governo provvisorio russo le propose di prendere il comando dei Battaglioni femminili della morte, ma lei rifiutò preferendo dedicarsi allo studio della dottrina della fede e della storia della Chiesa. Sempre nel 1917, Danzas scrisse una tesi di laurea in storia mondiale, ma non riuscì a discuterla presso l'Università statale di San Pietroburgo. Nel 1918, Danzas andò a lavorare alla Biblioteca pubblica russa, dove la sua conoscenza di nove lingue la rese una preziosa collaboratrice. Inoltre, tenne diverse conferenze sulla storia dell'Inghilterra e della Francia presso l'Istituto di ricerca di Vladimir Michajlovič Bechterev e fu membro della Società filosofica dell'Università di Pietrogrado; inoltre fu tra gli organizzatori della "Unione della Sapienza Cattolica", collaborò con la casa editrice "Letteratura mondiale" (Всемирная литература, Vsemirnaja literatura) e scrisse una monografia su Platone. Nel 1920 Maksim Gor'kij le offrì un lavoro presso la Casa degli scienziati a Palazzo Vladimirskij, dove incontrò l'esarca Leonid Ivanovič Fëdorov che la convinse a convertirsi al cattolicesimo e a fondare il 14 settembre 1921 la comunità monastica dominicana dello Spirito Santo affidata a Ekaterina Abrikosova, dove entrò nel 1922 con il nome di suor Giustina. Nello stesso anno le viene affidata la cattedra di storia dell'Europa occidentale alla II Università di Pietroburgo appena creata, per esserne poco dopo estromessa come antimarxista. 
L'11 novembre 1923 Danzas viene arrestata, insieme ad altri membri della comunità dei cattolici russi di Pietrogrado, con l'accusa di aver creato un'organizzazione controrivoluzionaria per la quale venne condannata senza processo a dieci anni di prigione. Dapprima detenuta nella prigione di Irkutsk, dal settembre 1928 fu trasferita al campo per scopi speciali di Solovki sulle Isole Soloveckie, dove lavorò come commercialista e bibliotecaria del Museo della Società di storia locale. Nel settembre 1932, fu trasferita nel gulag situato presso la stazione ferroviaria di Medvež'egorsk, dove lavorò nel dipartimento di statistica della gestione delle costruzioni del Canale Mar Bianco-Mar Baltico.
Nel gennaio 1932, su richiesta di Gor'kij, Danzas venne rilasciata con un anno di anticipo. In seguito visse a Leningrado e Mosca, poi con l'aiuto di Gor'kij e del fratello che viveva in Germania (pronto a pagare 20.000 franchi per la sua liberazione) nel dicembre 1933 emigrò dall'Unione Sovietica, stabilendosi prima a Berlino con il fratello, poi in Francia, dove visse a Fanjeaux nel monastero domenicano di Notre-Dame-de-Prouille di Prull con il nome di suor Caterina e poi dal 1935 al 1939 a Lilla, dove lavorò nel Centro domenicano di studi russi Istina (Истина, verità). Durante il soggiorno francese pubblicò articoli sulla rivista Russie et Chrétienté e scrisse una memoria del campo di Solovki, Bagne rouge. Souvenirs d'une prisonnière au pays des Soviets pubblicata in forma anonima. Scrisse inoltre libri sulla storia del pensiero religioso russo, L'Itinéraire religions de la conscience russe e Les réminiscences gnostiques dans la philosophie religieuse russe moderne, recensiti molto negativamente da Nikolaj Berdjaev. 
Dopo un breve periodo a Parigi, nel 1940 si trasferì definitivamente a Roma per insegnare al papale Collegium Russicum. Collaboratrice dell'Osservatore Romano e di Vie intellectuelle, nel 1941 pubblicò il libro Conoscenza di Dio e nel 1942 La teodicea cattolica e il marxismo (Католическое Богопознание и марксистское безбожие). Dopo la sua morte, la casa editrice Mondadori pubblicò postuma la sua ultima opera L'imperatrice tragica e il suo tempo, biografia di Aleksandra Fëdorovna Romanova, ultima zarina di Russia.

## Opere
- Studio sulla storia dello gnosticismo, San Pietroburgo, 1913.
- Bagne rouge Souvenirs d'une prisonnière au pays des Soviets,  Lille, 1935.
- L'imperatrice tragica e il suo tempo. Alessandra Fiodorovna imperatrice di Russia e l'agonia dello zarismo russo, Verona, 1942 (ed. Mondadori, Milano 1943), pp. 369.
- La coscienza religiosa russa, ed. Morcelliana, Brescia 1946, pp. 169.